# アーネスト、クリスマスを救え!
『アーネスト、クリスマスを救え!』（Ernest Saves Christmas）は、1988年のアメリカ合衆国のコメディ映画。ジム・バーニー演じるアーネスト・P・ウォレル作品の第3作目で、年老いたサンタクロースの後継者をめぐりアーネストが奔走する物語である。他にダグラス・シール、オリヴァー・クラークが出演している。この作品で初めてゲイラード・サーテイン演じるチャックと、その兄弟としてビル・バージ演じるボビーが登場し、同年放送されたテレビ番組『Hey Vern, It's Ernest!』にも本作と同じ役名で登場した。また本作は他のアーネストシリーズと異なり、敵役が登場しない作品である。

## ストーリー
クリスマス・イヴ前日の12月23日、飛行機でフロリダ州オーランドのオーランド国際空港にやってきた白い髭を生やした老人が、同じく仕事で訪れたトロント出身のビジネスマンと雑談しながら荷物を引き取りに向かっていた。ビジネスマンから仕事について聞かれた老人は、おもちゃに関係する職業で自分が高齢のため後継者を探しに来たと答える。老人はさらに以前はどの子が良い子か悪い子かを見極めることができたが、最近は衰えてそれも難しくなったことも話す。その頃タクシー運転手として働いているアーネスト・P・ウォレルは「もみの木」を歌いながら客を空港まで送っていたが、急かされて客を車外に投げ出してしまうほど激しい運転を始める。老人は引き取った赤い大きな袋を持って入国審査を受け、パスポートに記載されたサンタクロースが本名だと入国審査官に伝え入国を許可される。落ちた客を拾って何とか空港までたどり着いたアーネストは、放心状態の客を荷物と一緒にベルトコンベヤーへと放り込む。空港の出入り口までビジネスマンと共に来たサンタが願い事を彼に尋ね、ビジネスマンは強いて言うなら雪を見たいと話す。そしてビジネスマンと別れたサンタがタクシーをつかまえようとしたときにアーネストが現れ、彼のタクシーで目的地のオーランド児童会館まで向かうことにする。一方空港の荷物係として働くチャックは、相棒のボビーに愚痴を言いながら24日引き取り予定の大きな荷物を運搬していた。
移動中のタクシー内でアーネストは老人がサンタに似ていることを話すと、老人から自分は本物のサンタだと主張されるが冗談として受け流す。その後アーネストは途中でトラックの荷台から落下したもみの木を回収し、街中で停車してタクシーに括り付けているときにサンタからジョー・カラザースについて聞かれる。最初は見当がつかなかったアーネストだが、子供番組でアンクルジョーイというキャラクターを演じていたことをサンタから知らされ思い出す。サンタによると、ジョーは3週間前に地方ローカルの週一番組を降ろされたという。その頃街のレストランでは、無銭飲食しようとした少女がウェイターに捕まり問い詰められていた。しかしウェイターの隙を突いて逃げ出した少女はアーネストのタクシーを見つけて乗り込み、早くここから走り去るよう言う。少女から名前をハーモニー・スターだと自己紹介されたアーネストは、そのままサンタを児童会館に送り届ける。だがサンタがおもちゃの紙幣しか持っておらず支払いに困っているのを見かねたアーネストは、レバーを倒したにもかかわらず乗車賃を無断で無料にする。児童会館に入ったサンタは館長のメアリー・モリッシーにジョーの居場所を尋ね、彼女の案内で彼に会う。サンタは子供たちへの講演を終えたジョーに話しかけ、自分の後継者として新しいサンタになってもらう話をしようとするが、ジョーのエージェントであるマーティ・ブロックが新しい映画の仕事をジョーに知らせるため横から入ってくる。マーティに邪魔者扱いされジョーに後継者だと伝えられないサンタは、ふとタクシーに自分の袋を置き忘れたことに気づく。タクシー会社に戻ったアーネストは社長から、今までのヘマに加え只で客を乗せたことを理由にクビを宣告される。

## キャスト
※括弧内は日本語吹替
- アーネスト・P・ウォレル（英語版） - ジム・バーニー（千田光男）
- サンタクロース - ダグラス・シール（久米明）
- ジョー・カラザース - オリヴァー・クラーク（英語版）（増岡弘）
- ハーモニー・スター（本名 パメラ・トレントン） - ノエル・パーカー（水谷優子）
- チャック - ゲイラード・サーテイン（田口昂）
- メアリー・モリッシー - ビリー・バード（京田尚子）
- ボビー - ビル・バージ（英語版）
- マーティ・ブロック - ロバート・レッサー（英語版）（村山明）
- カール（映画監督） - ビル・コーデル（幹本雄之）
- ブラッド（映画会社の重役） - ラリー・フランサー（江原正士）
- レイシー（カールのアシスタント） - フラン・ガウチ
- ディリス（タクシー会社のボス） - ジョージ・カプラン（嶋俊介）
- ビジネスマン - ジャック・スワンソン
- 入国審査官 - キー・ハワード（英語版）（嶋俊介）
- 入国審査官2 - ビーチャー・マーティン（石井敏郎）
- エルフのピュラモス - バディ・ダグラス
- エルフのティスベ - パティ・マロニー（英語版）
- タクシー客 - バリー・ブレイゼル（江原正士）
- ウェイター - ビル・ウェルター（古田信幸）
- パッツィ - リンジー・アリー（英語版）
- スペンクス署長 - ボブ・ノリス
- 司令官 - ダグラス・ブッシュ（嶋俊介）
- 逮捕する巡査 - ジョー・キャンデローラ（江原正士）
- 調書をとる巡査 - ダニー・ディロン（石井敏郎）
- 動物管理局員 - ジャッキー・ウェルチ（磯辺万沙子）
- 動物管理局員2 - ダニエル・バトラー（江原正士）
- チケット取扱い人 - ポール・ダービー（幹本雄之）
- 女の子 - アンジェリーク・ウォーカー（大谷育江）
- 男の子 - ザッカリー・ボーデン
- 母親 - ドナ・フィリップ・ミラー

## スタッフ
- 監督：ジョン・R・チェリー（英語版）
- 脚本：B・クライン、エド・ターナー
- 原案：エド・ターナー
- 製作：ダグ・クレイボーン、ステイシー・ウィリアムズ
- 製作総指揮：ジョセフ・アカーマン・Jr、マーティン・アーリックマン（英語版）
- 撮影監督：ピーター・スタイン（英語版）
- プロダクションデザイナー：イアン・D・トーマス
- 編集：シャーリン・L・ロス
- 音楽：マーク・スノウ
- 衣裳デザイン：ピーター・ミッチェル